# Jaume Riera
Jaume Riera (s. xvii - Barcelona, 16 d'abril del 1703) fou mestre de capella de la catedral de Barcelona, cantor (contralt) i baixonista.

## Biografia
Es té constància que l’any 1650 el Capítol de la catedral de Barcelona li concedí l’ajut que habitualment rebien els escolans quan canviaven la veu, després de set anys de servei en la cota de grana. Aquesta referència temporal permet situar-lo com a deixeble del mestre Marcià Albareda, que aleshores exercia de mestre de capella. Romangué al servei del Capítol d’aquesta Catedral, principalment a la seva capella de cant, fins a la seva mort. Tres anys més tard, havent estat ja ordenat sacerdot, fou nomenat suplent del benefici diaconal que havia posseït el contralt Josep Viñals.
Posteriorment, aconseguí aquest benefici de forma permanent l’any 1673, quan el Capítol li autoritzà la permuta d'una capellania que posseïa a l'església del Pi a canvi del benefici de Viñals, que arribava a la seva jubilació. Fou nomenat mestre de capella suplent i interí, “cum honoribus et honeribus”, a la mort del mestre Lluís Vicenç Gargallo, el 1682, per ser el beneficiat de més antiguitat i també perquè n’havia cobert les absències, amb el mestre encara en vida. Així mateix, se li encarregà la formació dels escolans i la custòdia dels documents trobats a casa del mestre.
L’any 1694 sol·licità la jubilació, argumentant que era el beneficiat cantor de més antiguitat, amb més de cinquanta anys de servei, i que estava experimentant alguns problemes de salut. La seva sol·licitud fou acceptada, i el Capítol li conservà la percepció de tots els drets que posseïa amb anterioritat. Rebé sepultura el 17 d’abril del 1703.